# Julia Carvalho
Julia Carvalho es una ingeniera de minas, empresaria y ejecutiva corporativa portuguesa. Desde diciembre de 2021 es la Gerente Corporativa de Mercados en Crecimiento en África para International Business Machines (IBM).

## Biografía
Carvalho es egresada de la Universidad de Lisboa. Sus títulos de licenciatura, Maestría en ingeniería de minas y el de doctor en Filosofía en Ingeniería, fueron obtenidos de esta universidad. También ha asistido a programas de capacitación en energía, liderazgo y gestión financiera de la Escuela de Administración y Dirección de Empresas Sloan, Universidad de Texas A&M y Católica Lisbon School of Business & Economics.

## Carrera profesional
Antes de su asignación en África para IBM, fue Gerente General para Angola, Mozambique, Cabo Verde y Santo Tomé. En esa capacidad, lideró el enfoque de IBM en la expansión de la Nube Híbrida e inteligencia artificial en estos mercados.
Antes de unirse a IBM, trabajó en Halliburton, una multinacional estadounidense, como jefa de ventas en la Unidad de Servicios y Software. Previamente, fue profesora de Ingeniería en la Universidad de Lisboa.